# Trautmann Rezső
Trautmann Rezső (Budapest, 1907. október 23. – Budapest, 1995. július 11.) építészmérnök, politikus,  építésügyi miniszter, országgyűlési képviselő, az Elnöki Tanács tagja, majd helyettes elnöke, a műszaki tudományok kandidátusa (1959).

## Életpályája
Értelmiségi családban született, apja ácsmester, majd építészmérnök, később tudományos kutató volt. 1930-ban szerzett építészmérnöki diplomát a József Műegyetem Építészmérnöki Osztályán. Ezután statikusként dolgozott Budapesten, majd Lengyelországban. 
1945-ben lépett be a Magyarországi Szociáldemokrata Pártba, 1948-tól 1956-ig a Magyar Dolgozók Pártja tagja volt. 1948-ban, az Építéstudományi Intézetben csoportvezető, a következő évben a Magasépítő Tervező Iroda főstatikusa, októbertől az Építésügyi Minisztérium műszaki főosztályvezetője. 1951. január 27-én kinevezték az építésügyi miniszter helyettesévé, egyúttal az Országos Építésügyi Hivatal elnöke volt 1953 és 1957 januárja között. 1957. május 9. és 1967. április 14. között mint építésügyi miniszter tagja volt az első Kádár-kormánynak és a Kállai-kormánynak.  
1968. március 22-én vonult nyugdíjba építésügyi és városfejlesztési miniszterként. Több ciklusban volt országgyűlési képviselő: 1958. november 16. és 1967. január 28. között a Hazafias Népfront Baranya megyei listáján, majd 1970. május 24-étől Budapest 4. számú egyéni választókerületben szerzett mandátumot, 1985. június 8-án pedig az országos listáról választották be az Országgyűlésbe. 
Az Elnöki Tanács tagja 1971. május 12. és 1975. július 4. között, majd helyettes elnöke 1975. július 4-étől 1989. október 23-ig. A Hazafias Népfront budapesti bizottságának elnöke 1970 és 1989 között, tagja volt az Országos Tanács elnökségének.
1972-től 1990-ig az Építőipari Tudományos Egyesület (mai nevén: Építéstudományi Egyesület) elnöke.

## Díjai, elismerései
- Magyar Népköztársasági Érdemrend V. fokozata (1950),
- Munka Érdemrend (1962)
- Munka Érdemrend arany fokozata (1967; 1975)
- Szocialista Magyarországért érdemrend (1977)
- Alpár Ignác-emlékérem (1978)[1]
- Magyar Népköztársaság babérkoszorúval ékesített Zászlórendje (1982)
- Pro Urbe Aranyérem (Budapest) (1983)
- Csonka Pál-emlékérem (1988)